# Plourin-lès-Morlaix
 Plourin-lès-Morlaix  (en bretón Plourin-Montroulez) es una población y comuna francesa, situada en la región de Bretaña, departamento de Finisterre, en el distrito de Morlaix y cantón de Morlaix.

## Demografía
| 2008 | 2348 | 3649 | 4311 | 4176 | 4250 |
| Para los censos de 1962 a 1999 la población legal corresponde a la población sin duplicidades (Fuente: INSEE [Consultar]) |      |      |      |      |      |